# Простые Челны
 Простые Челны  (тат. Чаллы Башы) — село в Новошешминском районе Татарстана. Входит в состав Шахмайкинского сельского поселения.

## География
Находится в верховье реки Челна (левый приток реки Шешма), в 15 км к северо-западу от села Новошешминска.

## История
Основано не позднее середины XVIII века.
До 1860-х годов жители относились к сословию государственных крестьян. Занимались земледелием (в начале XX века земельный надел сельской общины составлял 4348 десятин), разведением скота. 
В «Списке населенных мест по сведениям 1859 года», изданном в 1866 году, населённый пункт упомянут как казённая деревня Простые Чолны 1-го стана Чистопольского уезда Казанской губернии. Располагалась при речке Челне, по левую сторону торгового тракта из Чистополя в Бугульму, в 36 верстах от уездного города Чистополя и в 12 верстах от становой квартиры в казённом пригороде Новошешминске. В деревне в 245 дворах жили 1569 человек (777 мужчин и 792 женщины). Была мечеть.
По сведениям переписи 1897 года, в деревне Простые Челны Чистопольского уезда Казанской губернии жили 2230 человек (1123 мужчины и 1107 женщин), все мусульмане.
В начале XX века здесь действовали 2 мечети, 3 ветряные мельницы, кузница, 10 бакалейных лавок. 
До 1920 года село входило в Каргалинскую волость Чистопольского уезда Казанской губернии. С 1920 года в составе Чистопольского кантона ТАССР. С 10.08.1930 в Чистопольском, с 10.02.1935 в Кзыл-Армейском, с 23.05.1958 в Новошешминском, с 01.02.1963 в Чистопольском, с 26.04.1983 в Новошешминском районах.

## Население
Постоянных жителей было: в 1782—180 душ мужского пола, в 1859—1569, в 1897—2379, в 1908—2450, в 1920—2462, в 1926—2211, в 1938—1499, в 1949—840, в 1958—856, в 1970—1007, в 1979—768, в 1989—549, в 2002—591 (татары 100 %), в 2010—529.

## Экономика
Полеводство, молочное скотоводство.

## Инфраструктура
В селе действуют основная школа, детский сад, фельдшерско-акушерский пункт, сельский дом культуры, сельская библиотека.

## Религия
Мечеть.